# Antigua és Barbuda az 1984. évi nyári olimpiai játékokon
Antigua és Barbuda az egyesült államokbeli Los Angelesben megrendezett 1984. évi nyári olimpiai játékok egyik részt vevő nemzete volt. Az országot az olimpián 3 sportágban 14 sportoló képviselte, akik érmet nem szereztek.

## Atlétika
Férfi
| Versenyző                                                | Versenyszám     | Előfutam | Előfutam | Előfutam | Negyeddöntő | Negyeddöntő | Negyeddöntő | Elődöntő | Elődöntő | Elődöntő | Döntő   | Döntő    |
| Versenyző                                                | Versenyszám     | Idő      | Hely.    | Össz.    | Idő         | Hely.       | Össz.       | Idő      | Hely.    | Össz.    | Idő     | Helyezés |
| -------------------------------------------------------- | --------------- | -------- | -------- | -------- | ----------- | ----------- | ----------- | -------- | -------- | -------- | ------- | -------- |
| Anthony Henry                                            | 100 m           | 10,99    | 7.       | 67.      | kiesett     | kiesett     | kiesett     | kiesett  | kiesett  | kiesett  | kiesett | kiesett  |
| Larry Miller                                             | 200 m           | 21,93    | 6.       | 55.      | kiesett     | kiesett     | kiesett     | kiesett  | kiesett  | kiesett  | kiesett | kiesett  |
| Alfred Browne                                            | 400 m           | 47,29    | 5.       | 46.      | kiesett     | kiesett     | kiesett     | kiesett  | kiesett  | kiesett  | kiesett | kiesett  |
| Dale Jones                                               | 800 m           | 1:51,52  | 6.       | 45.*     | kiesett     | kiesett     | kiesett     | kiesett  | kiesett  | kiesett  | kiesett | kiesett  |
| Dale Jones                                               | 1500 m          | 3:55,65  | 7.       | 43.      |             |             |             | kiesett  | kiesett  | kiesett  | kiesett | kiesett  |
| Anthony Henry Lester Benjamin Alfred Browne Larry Miller | 4 × 100 m váltó | 40,70    | 5.       | 16.      |             |             |             | 40,14    | 6.       | 10.      | kiesett | kiesett  |
| Alfred Browne Larry Miller Howard Lindsay Dale Jones     | 4 × 400 m váltó | 3:10,95  | 5.       | 20.      |             |             |             | kiesett  | kiesett  | kiesett  | kiesett | kiesett  |

| Versenyző       | Versenyszám | Selejtező | Selejtező | Döntő    | Döntő    |
| Versenyző       | Versenyszám | Eredmény  | Helyezés  | Eredmény | Helyezés |
| --------------- | ----------- | --------- | --------- | -------- | -------- |
| Lester Benjamin | Távolugrás  | 757 cm    | 15.       | kiesett  | kiesett  |

Női
| Versenyző                                                   | Versenyszám     | Előfutam | Előfutam | Előfutam | Negyeddöntő | Negyeddöntő | Negyeddöntő | Elődöntő | Elődöntő | Elődöntő | Döntő   | Döntő    |
| Versenyző                                                   | Versenyszám     | Idő      | Hely.    | Össz.    | Idő         | Hely.       | Össz.       | Idő      | Hely.    | Össz.    | Idő     | Helyezés |
| ----------------------------------------------------------- | --------------- | -------- | -------- | -------- | ----------- | ----------- | ----------- | -------- | -------- | -------- | ------- | -------- |
| Ruperta Charles                                             | 100 m           | 12,04    | 7.       | 30.*     | kiesett     | kiesett     | kiesett     | kiesett  | kiesett  | kiesett  | kiesett | kiesett  |
| Jocelyn Joseph                                              | 400 m           | 53,63    | 7.       | 20.      |             |             |             | kiesett  | kiesett  | kiesett  | kiesett | kiesett  |
| Laverne Bryan                                               | 800 m           | 2:11,44  | 6.       | 22.      |             |             |             | kiesett  | kiesett  | kiesett  | kiesett | kiesett  |
| Laverne Bryan                                               | 1500 m          | 4:32,44  | 11.      | 21.      |             |             |             |          |          |          | kiesett | kiesett  |
| Jocelyn Joseph Ruperta Charles Monica Stevens Laverne Bryan | 4 × 400 m váltó | 3:39,32  | 4.       | 9.       |             |             |             |          |          |          | kiesett | kiesett  |

* - egy másik versenyzővel azonos eredményt ért el

## Kerékpározás

### Pálya-kerékpározás
Sprintverseny
| Versenyző       | Versenyszám  | 1. forduló                                         | 1. forduló | Vigaszág                       | Vigaszág | Döntő                                           | Döntő | 2. forduló           | 2. forduló | Vigaszág             | Vigaszág | Nyolcaddöntő           | Nyolcaddöntő | Vigaszág               | Vigaszág | Döntő                | Döntő   | Negyeddöntő          | 5–8. helyért           | 5–8. helyért | Elődöntő             | Döntő                | Helyezés |
| Versenyző       | Versenyszám  | Ellenfelek Győztes idő                             | Hely       | Ellenfelek Győztes idő         | Hely     | Ellenfelek Győztes idő                          | Hely  | Ellenfél Győztes idő | Hely       | Ellenfél Győztes idő | Hely     | Ellenfelek Győztes idő | Hely         | Ellenfelek Győztes idő | Hely     | Ellenfél Győztes idő | Hely    | Ellenfél Győztes idő | Ellenfelek Győztes idő | Hely         | Ellenfél Győztes idő | Ellenfél Győztes idő | Helyezés |
| --------------- | ------------ | -------------------------------------------------- | ---------- | ------------------------------ | -------- | ----------------------------------------------- | ----- | -------------------- | ---------- | -------------------- | -------- | ---------------------- | ------------ | ---------------------- | -------- | -------------------- | ------- | -------------------- | ---------------------- | ------------ | -------------------- | -------------------- | -------- |
| Brian Lyn       | Férfi egyéni | Gabriele Sella (ITA) · Murray Steele (NZL) · 11,54 | 2.         | Szakamoto Cutomu (JPN) · 11,35 | 2.       | Paulo Jamur (BRA) · James Joseph (GUY) · 11,92  | 2.    | kiesett              | kiesett    | kiesett              | kiesett  | kiesett                | kiesett      | kiesett                | kiesett  | kiesett              | kiesett | kiesett              | kiesett                | kiesett      | kiesett              | kiesett              | kiesett  |
| Leon Richardson | Férfi egyéni | Mark Gorski (USA) · 10,87                          | 2.         | Claudio Iannone (ARG) · 11,51  | 2.       | Max Rainsford (AUS) · Heinz Isler (SUI) · 11,79 | 2.    | kiesett              | kiesett    | kiesett              | kiesett  | kiesett                | kiesett      | kiesett                | kiesett  | kiesett              | kiesett | kiesett              | kiesett                | kiesett      | kiesett              | kiesett              | kiesett  |

Időfutam
| Név             | Versenyszám  | Idő           | Helyezés      |
| --------------- | ------------ | ------------- | ------------- |
| Leon Richardson | Férfi egyéni | nem ért célba | nem ért célba |

Pontverseny
| Név           | Versenyszám | Selejtező     | Selejtező     | Selejtező     | Döntő   | Döntő      | Döntő    |
| Név           | Versenyszám | Pont          | Körhátrány    | Hely.         | Pont    | Körhátrány | Helyezés |
| ------------- | ----------- | ------------- | ------------- | ------------- | ------- | ---------- | -------- |
| Elisha Hughes | Férfi       | nem ért célba | nem ért célba | nem ért célba | kiesett | kiesett    | kiesett  |

## Vitorlázás
Férfi
| Versenyző  | Versenyszám     | Futam | Futam | Futam | Futam  | Futam | Futam | Futam | Pontszám | Helyezés |
| Versenyző  | Versenyszám     | 1     | 2     | 3     | 4      | 5     | 6     | 7     | Pontszám | Helyezés |
| ---------- | --------------- | ----- | ----- | ----- | ------ | ----- | ----- | ----- | -------- | -------- |
| Inigo Ross | Szörfvitorlázás | 34,0  | 35,0  | 32,0  | (40,0) | 33,0  | 35,0  | 36,0  | 205,0    | 30.      |